# Бой у Лутерберга (1762)
Бой у Лутерберга (англ. Combat of Lutterberg) — сражение завершающего года Семилетней войны у деревни Лутерберг (в Нижней Саксонии, на границе с Гессеном) состоявшееся 23 июля 1762 года, в котором отряд Союзной армии (Пруссия, Англия, Ганновер, Гессен, их союзники) в составе 22 батальонов пехоты и 22 эскадронов кавалерии смог нанести поражение корпусу принца Ксавера Саксонского в составе 16 батальонов пехоты и неизвестного числа кавалерии и захватить его укреплённые позиции.
Позиции эти пришлось в тот же день оставить, так как против отряда были выдвинуты большие французские силы под началом маршала д’Эстре, и отойти, с добычей и пленными, на соединение с главной армией. 10 октября 1758 года в этих же самых местах потерпел поражение корпус генерала Союзной армии Оберга (см. Бой у Лутерберга 1758). Победив в бою 23 июля 1762 года, союзники, тем самым, смогли расквитаться за прошлую неудачу.

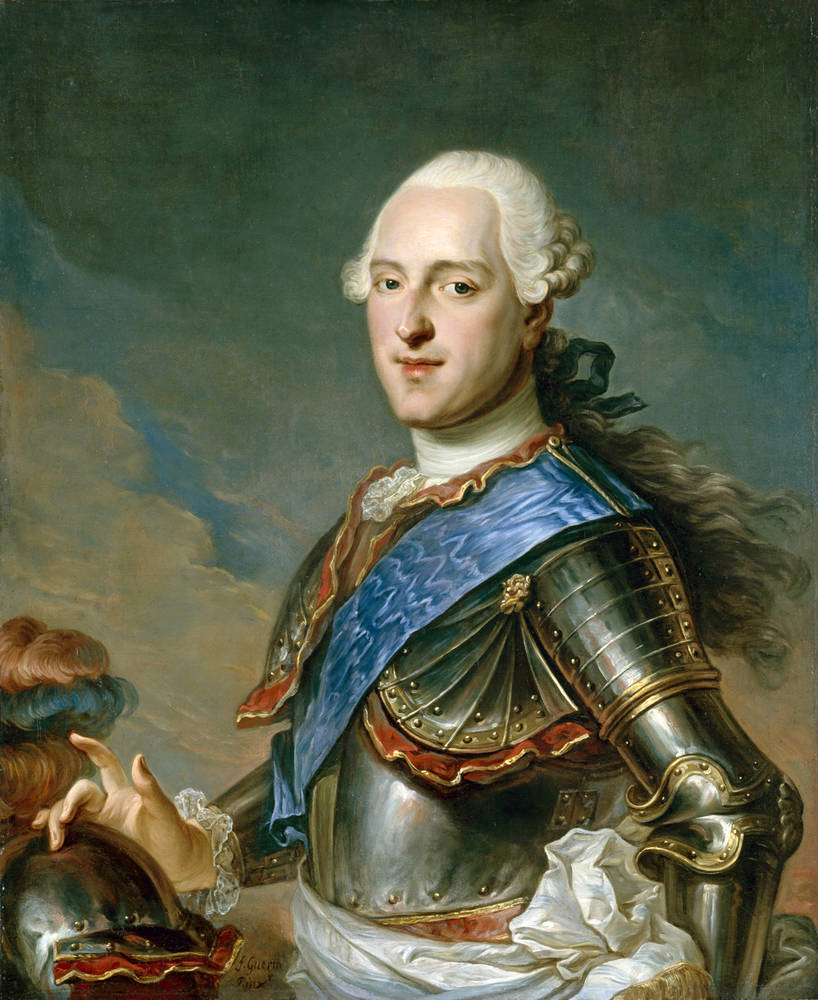
Принц Ксавер Саксонский, военачальник Семилетней войны

Ганноверский пехотинец (Семилетняя война)

## Накануне сражения
Победой при Вильгельмстале союзникам удалось навязать противнику оборонительную войну. Французская армия была вынуждена уйти из Гессена. Перейдя Фульду, она стала лагерем на границе с Гессеном, в Нижней Саксонии, ожидая соединения с армией принца Конде, стоявшего на Нижнем Рейне против корпуса Кронпринца Брауншвейгского. Надеясь исключительно на численное превосходство, французы стягивают отовсюду резервы. Вспомогательное саксонское войско под командованием принца Ксавера, стоявшее на Эбере, получает приказ соединиться с главной армией (Принц Ксавер, второй сын саксонского курфюрста, возглавлял, в общей сложности, 24 батальона, сформированных в Австрии из саксонцев, дезертировавших из прусской армии. Расходы по содержанию корпуса несли французы, принц Ксавер, поэтому, не представлял самостоятельной силы, но был подчинён французскому главному командованию). Саксонцы занимают позицию, растянутую от Лутерберга до Миндена, фронтом к Фульде, в некотором отдалении от основных французских сил.
Стратегия командующего Союзной армией Фердинанда, принца Брауншвейгского заключается в оказании постоянного давления на французов с целью удержать инициативу и, шаг за шагом, ещё глубже загнать противника в оборону. В рамках этой стратегии осуществляются многочисленные операции «малой войны». Относительно изолированное положение саксонского корпуса, а, также, его растянутая позиция наводят Фердинанда на план нападения на саксонцев. Осуществление плана поручено генералам Цастрову (командовал бригадой ганноверской пехоты), Гильза (2 полка гессенской пехоты, 6 эскадронов), Вальдхаузену (2 батальона, 6 эскадронов), Боку (4 батальона, 4 эскадрона) и полковнику Шлифену (2 батальона, 6 эскадронов). Генерал Цастров участвовал в неудачном для Союзной армии бою при Лутерберге в 1758 году, был в нём ранен и попал в плен, Саксонцы захватили тогда батарею корпуса союзников.
Получив приказ командующего, генералы соединились у Вильгельмсталя и распределили обязанности в предстоящем деле. Полковник Шлифен должен был зайти противнику в тыл, отрезав пути отступления, генерал Гильза оставался на противоположном берегу Фульды, осуществляя прикрытие на случай неудачи, а, также, обстрелом саксонских позиций на левом фланге, сковывал силы противника на этом направлении. Основной удар наносился по правому флангу: генералы Бок и Цастров должны были атаковать саксонские позиции по берегу Фульды и Вальдхаузен- взять высоты у Лутерберга. Вальдхаузен должен был также выделить из своих сил деташемент для наблюдения за гарнизоном Миндена. В случае удачи, Цастров, Гильза и Вальдхаузен объединялись на высотах у Лутерберга и развивали успех дальше, в направлении Миндена и Зондерсхаузена. Чтобы отвлечь французов от помощи защитникам Лутерберга, принц Брауншвейгский планировал одновременно напасть на лагерь французского корпуса, стоявшего у Крэтценберга (или Кратценберга), в окрестностях Касселя.

## Ход боя

Ганноверский кавалерист (Семилетняя война)

Сражение началось в четыре часа утра. Предупреждённые перебежчиком о готовящемся нападении, саксонцы приняли все меры предосторожности и оказали серьёзный отпор, однако, несмотря на мужественное сопротивление, были к 10 утра разбиты на всех участках, остатки разгромленного саксонского корпуса бежали к французским войскам. Союзников также постигла при этом мелкая неудача: против 3 батальонов полковника Плиссена, деташированного для наблюдения за Минденом, была совершена вылазка 5 французских гренадерских батальонов из состава гарнизона. В коротком жарком бою Плиссен потерпел поражение и, потеряв 3 пушки и 250 человек, спасся бегством на другой берег Фульды. Развить наступление не удалось, так как были получены известия о подходе крупных французских сил. Испытывая недостаток в боеприпасах, генералы почли за лучшее переправиться с добычей и пленными к своим, на другой берег Фульды. Французы их не преследовали. Генерал Вальдхаузен остался на ночь поблизости для наблюдения: в том случае, если бы противник оставил разгромленный лагерь саксонцев, он должен был его вновь занять. Этого, однако, не случилось, и, на следующий день, он также присоединился к своим. Принц Брауншвейгский, как только донеслась канонада со стороны Лутерберга, пошёл в наступление против французского корпуса на Крэтценберге. Французы отступили, не приняв боя, союзники ограничились тем, что привели, насколько позволяло время, оборонительные сооружения французов в негодность и, затем, возвратились к Вильгельмсталю.

## Итоги боя
Полных сведений о потерях противников не сохранилось. По оценке прусского генштаба, потери Союзной армии не должны были превысить 370 человек. 1148 саксонских пленных уже 26 июля обменяли на содержавшихся во французском плену солдат Союзной армии.